# Randall Rodríguez
Randall Rodríguez (Maldonado, 29 de noviembre de 2003) es un futbolista uruguayo que juega como portero en el Club Atlético Vélez Sarsfield de la Primera División de Argentina.

## Trayectoria
Realiza las divisiones inferiores en el C. A. Peñarol, donde fue campeón de la Copa Libertadores Sub-20 de 2022. Actualmente es el integrante del plantel principal como tercer arquero, junto a Guillermo de Amores y Washington Aguerre.
El 17 de abril de 2024 debutó oficialmente en primera división y en Peñarol en el partido por Copa AUF Uruguay frente a Montevideo City Torque.

## Selección
Participó junto a la selección sub-20 de Uruguay en el Campeonato Sudamericano Sub-20 de 2023, culminando como campeón del torneo, con 6 arcos en cero en 7 partidos disputados.
Fue parte del plantel de la selección uruguaya sub-20 campeona de la Copa Mundial Sub-20 de 2023 en Argentina, recibiendo solo 3 goles en 7 partidos.

## Estadísticas

### Clubes
| Club            | País            | Año             | Part. | Goles | Asist. |
| --------------- | --------------- | --------------- | ----- | ----- | ------ |
| Peñarol         | Uruguay         | 2023 - 2024     | 3     | 0     | 0      |
| Vélez Sarsfield | Argentina       | 2024 - act.     | 1     | 0     | 0      |
| Total carrera   | 2023 - presente | 2023 - presente | 3     | 0     | 0      |

- Actualizado al 16 de diciembre de 2024.

### Selección
| Categoría     | Año         | Part. | G. recibidos | Sin recibir g. |
| ------------- | ----------- | ----- | ------------ | -------------- |
| Sub-20        | 2022 - 2023 | 25    | -18          | 14             |
| Total carrera | 2022 - 2023 | 25    | -18          | 14             |

- Actualizado al último partido disputado el 11 de junio de 2023.

## Palmarés

### Títulos nacionales
| Título                  | Club                  | País      | Año  |
| ----------------------- | --------------------- | --------- | ---- |
| Supercopa Uruguaya      | C.A. Peñarol          | Uruguay   | 2022 |
| Torneo Apertura         | C.A. Peñarol          | Uruguay   | 2023 |
| Torneo Apertura (2)     | C.A. Peñarol          | Uruguay   | 2024 |
| Torneo Clausura         | C.A. Peñarol          | Uruguay   | 2024 |
| Campeonato Uruguayo     | C.A. Peñarol          | Uruguay   | 2024 |
| Primera División        | C. A. Vélez Sarsfield | Argentina | 2024 |
| Supercopa Internacional | C. A. Vélez Sarsfield | Argentina | 2024 |

### Títulos internacionales
| Título                   | Club           | Sede      | Año  |
| ------------------------ | -------------- | --------- | ---- |
| Copa Libertadores Sub-20 | C.A. Peñarol   | Ecuador   | 2022 |
| Copa Mundial Sub-20      | Uruguay Sub-20 | Argentina | 2023 |